# 小米手环4
小米手环4是一款由小米科技生产的可穿戴设备，发布于2019年6月11日。相較上一代小米手環，小米手環4增加了彩色AMOLED熒幕顯示並增加了對游泳運動的支持。NFC版本支持模拟公交卡、门禁卡。支持支付宝二维码支付。